# Ford Maverick (Europa)
De Ford Maverick was een compacte SUV van het Amerikaanse automerk Ford, die van 1993 tot 2007 in Europa verkocht werd. Het model werd tot het voorjaar van 1998 geproduceerd door het Spaanse Nissan Motor Ibérica, waarna de productie verhuisd werd naar de VS. De tweede generatie werd ook in de VS verkocht als de Ford Escape. In 2008 werd de Maverick opgevolgd door de Ford Kuga.
In de jaren zeventig bracht Ford al eens een model op de Amerikaanse markt met de naam Maverick in het segment van de compacte middenklasse en eind jaren tachtig verkocht Ford Australië een Maverick terreinwagen op basis van de Nissan Patrol. In juni 2021 kondigde Ford een compacte pick-up met de naam Maverick, die vanaf eind 2021 verkrijgbaar is.

## Eerste generatie (1993-1998)
De eerste generatie van de Maverick verscheen in 1993 en was identiek aan de Nissan Terrano II die door Nissan gebouwd werd in Barcelona. De wagen was verkrijgbaar als drie- of vijfdeursmodel en werd aangedreven door een 2,4L viercilinder benzinemotor of een 2,7L viercilinder turbodieselmotor.
In 1996 kreeg de Maverick een kleine facelift, te herkennen aan de ronde dubbele koplampen en het verchroomde radiatorrooster. De turbodiesel kreeg een inlaatluchtkoeler en een elektronisch motorregelsysteem om aan de nieuwe uitstootnormen te kunnen voldoen. Het vermogen steeg daarbij van 99 pk naar 125 pk.
Terwijl de Nissan Terrano II in 2000 grondig herzien werd, eindigde de productie van de eerste generatie Ford Maverick in 1998.

### Motoren
| Type | Motor     | Motor     | Motor        | Overbrenging    | Layout                                      | Jaartal   |
| Type | Inhoud    | Cilinders | Vermogen     | Overbrenging    | Layout                                      | Jaartal   |
| ---- | --------- | --------- | ------------ | --------------- | ------------------------------------------- | --------- |
| 2.4  | 2.389 cm³ | L4        | 91 kW/124 pk | manuele vijfbak | achterwielaandrijving / vierwielaandrijving | 1993-1996 |
| 2.4  | 2.389 cm³ | L4        | 87 kW/118 pk | manuele vijfbak | achterwielaandrijving / vierwielaandrijving | 1996-1998 |

| Type   | Motor     | Motor     | Motor        | Overbrenging    | Layout                                      | Jaartal   |
| Type   | Inhoud    | Cilinders | Vermogen     | Overbrenging    | Layout                                      | Jaartal   |
| ------ | --------- | --------- | ------------ | --------------- | ------------------------------------------- | --------- |
| 2.7 TD | 2.664 cm³ | L4        | 73 kW/99 pk  | manuele vijfbak | achterwielaandrijving / vierwielaandrijving | 1993-1996 |
| 2.7 TD | 2.664 cm³ | L4        | 92 kW/125 pk | manuele vijfbak | achterwielaandrijving / vierwielaandrijving | 1996-1998 |

## Tweede generatie (2000-2007)
In 2000 kwam de tweede generatie van de Maverick op de Europese markt. Deze versie was identiek aan de Mazda Tribute en de Mercury Mariner. Het voertuig werd ook in licht gewijzigde vorm op de Amerikaanse markt aangeboden als de Ford Escape.
In 2004 kreeg de Maverick een facelift, waarbij het voertuig langer en hoger werd. In datzelfde jaar begon ook de productie van de Escape Hybrid, maar deze was exclusief voor de Noord-Amerikaanse markt en werd niet aangeboden in Europa. De Maverick werd in 2007 uit het modellengamma gehaald.

### Motoren
| Type   | Motor     | Motor     | Motor         | Overbrenging       | Layout                                    | Jaartal   |
| Type   | Inhoud    | Cilinders | Vermogen      | Overbrenging       | Layout                                    | Jaartal   |
| ------ | --------- | --------- | ------------- | ------------------ | ----------------------------------------- | --------- |
| 2.0    | 1.988 cm³ | L4        | 91 kW/124 pk  | manuele vijfbak    | voorwielaandrijving / vierwielaandrijving | 2000-2004 |
| 2.3    | 2.261 cm³ | L4        | 110 kW/150 pk | manuele vijfbak    | voorwielaandrijving / vierwielaandrijving | 2004-2007 |
| 3.0 V6 | 2.967 cm³ | V6        | 145 kW/197 pk | viertraps automaat | voorwielaandrijving / vierwielaandrijving | 2000-2004 |
| 3.0 V6 | 2.967 cm³ | V6        | 149 kW/203 pk | viertraps automaat | voorwielaandrijving / vierwielaandrijving | 2004-2007 |